# Банах Павло Ілліч
Павло́ Ількович Ба́нах (псевдонім і криптоніми — Розлавецкий, Бнх; 6 квітня (18 квітня) 1869, с. Винники, нині місто Львівської області — 6 жовтня 1935, Львів) — український педагог, літератор, громадський діяч.

## Життєпис
Народився 6 квітня (18 квітня) 1869 року у селі Винники, нині — місто Винники Львівської області, Україна (тоді Королівство Галичини та Володимирії, Австро-Угорщина) в родині службовця тютюнової фабрики.
Навчався у народній школі с. Винники, цісарсько-королівській Львівській реальній школі, де 1882 року закінчив І клас. 1887 року закінчив навчання у чоловічій вчительській семінарії у Львові. 
У 1891—1895 роках працював вчителем у школах сіл Лисиничі та Рудне Львівського повіту. Упродовж 1896—1905 років працює старшим вчителем школи у Бучачі (з короткою перервою на роботу в Самборі — заступник учителя місцевої вчительської семінарії), 1905 року — заступник учителя Заліщицької вчительської семінарії, у 1906—1907 роках — заступник учителя Тернопільської вчительської семінарії. У 1907—1922 роках працював спочатку вчителем, а згодом професором учительської чоловічої семінарії в Сокалі. 
Був делегатом Української Національної Ради Західної Української Народної Республіки від повіту Сокаль. Організатор українського війська в Сокалі на початку листопада 1918 року. Інспектор народного (початкового) шкільництва в Сокальському повіті. 
Член радикального клубу УНРади. Учасник Надзвичайного з'їзду УНДП у Станиславові (28—29 березня 1919 р.). Діяч УНДП, член Народного комітету, член Повітової УНРади у Сокалі (25 жовтня 1918 — травень 1919 року). Опублікував низку статей, переважно на педагогічну тематику, оповідання в газеті «Дїло».
Перейшов за Збруч разом з урядом ЗУНР. Служив у Галицькій Армії. Інтернований в таборі «Українська бригада в Німецькім Яблоннім» у місті Німецьке Яблінне (Чехословаччина, 3 січня 1920 — 2 лютого 1921 року). Викладав українську мову на курсі для підстаршин, читав лекції з ботаніки.
Повернувся в Галичину після поразки Визвольних змагань. Помер 6 жовтня 1935 року у Львові. Похорони відбулися 8 жовтня 1935 року на розташованому неподалік Личаківському цвинтарі, де похований у спільній могилі з сином Нестором на полі № 63 Личаківського цвинтаря.